# Karl von Pflummern

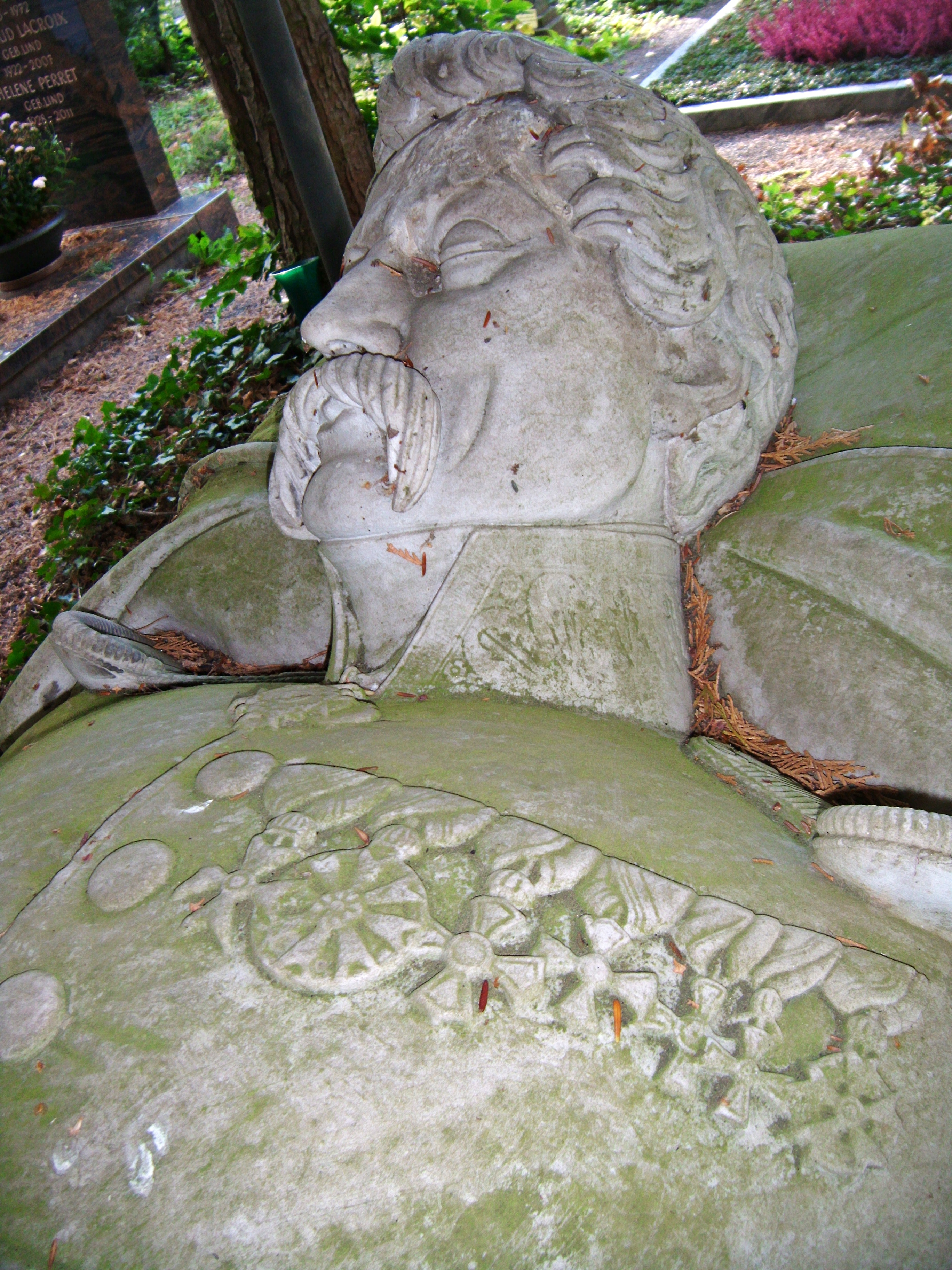
Porträt mit Orden, vom Grabmal

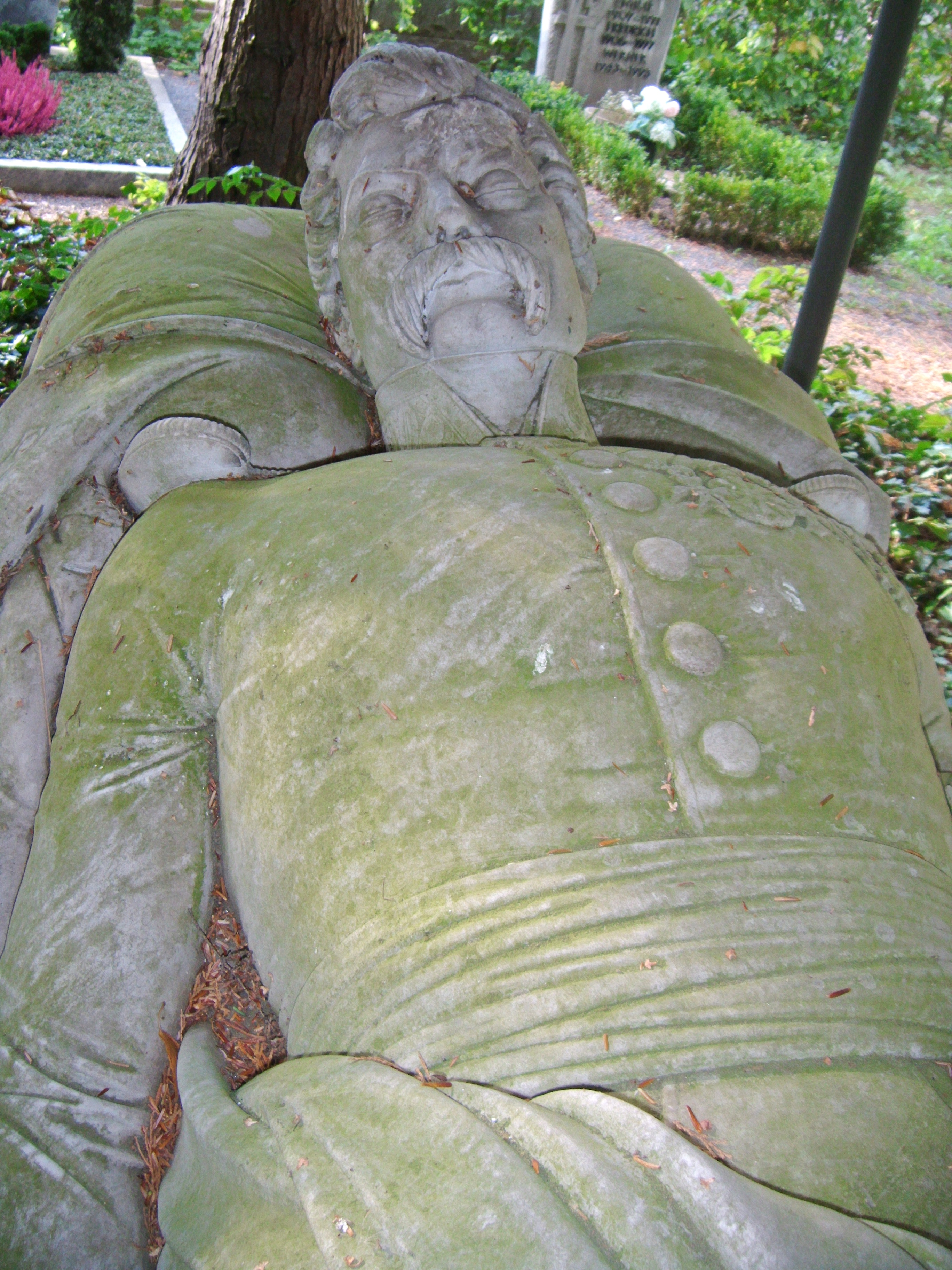
Porträt vom Grabmal

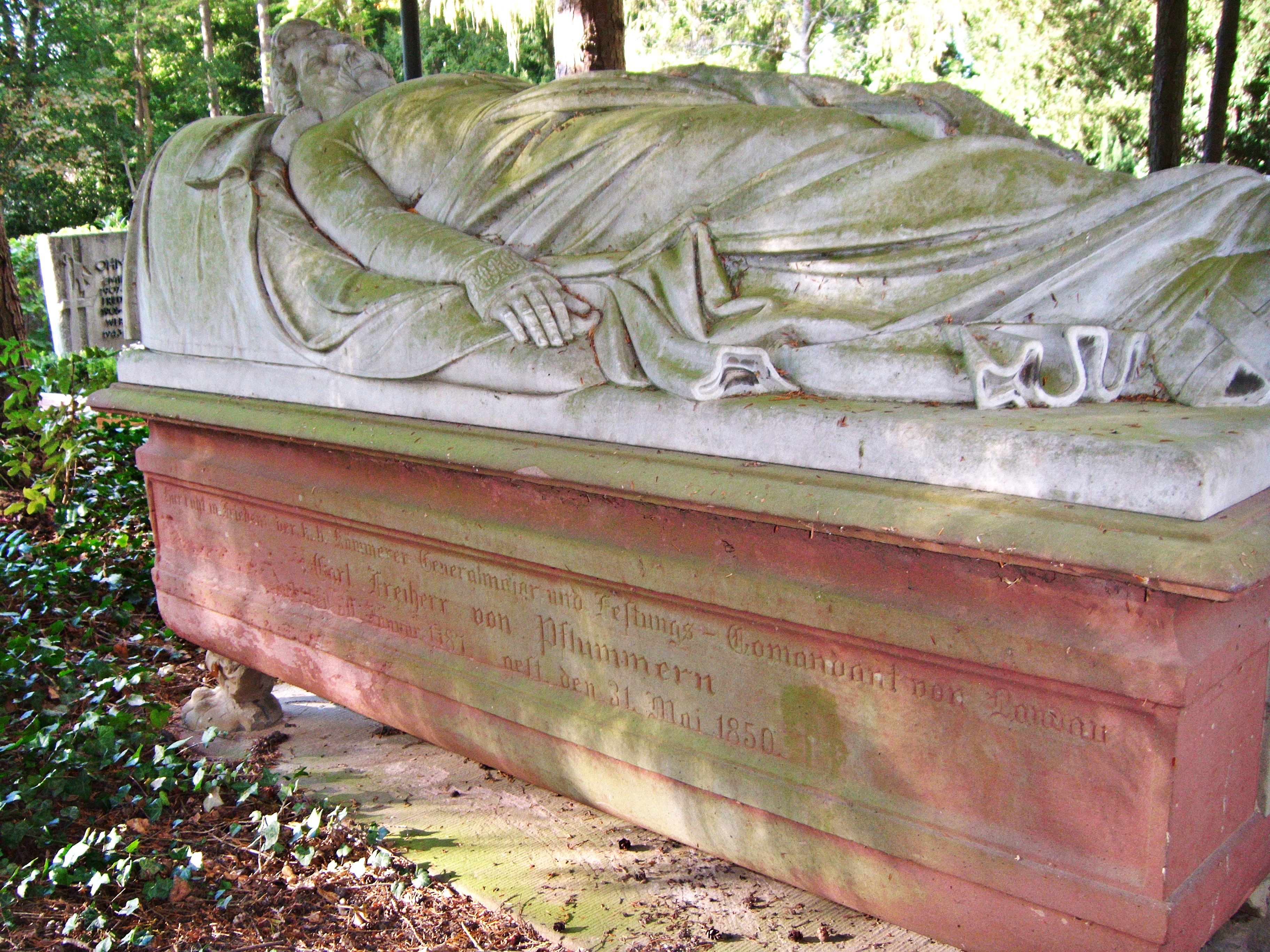
Tumbagrabmal, Friedhof Landau (Pfalz)

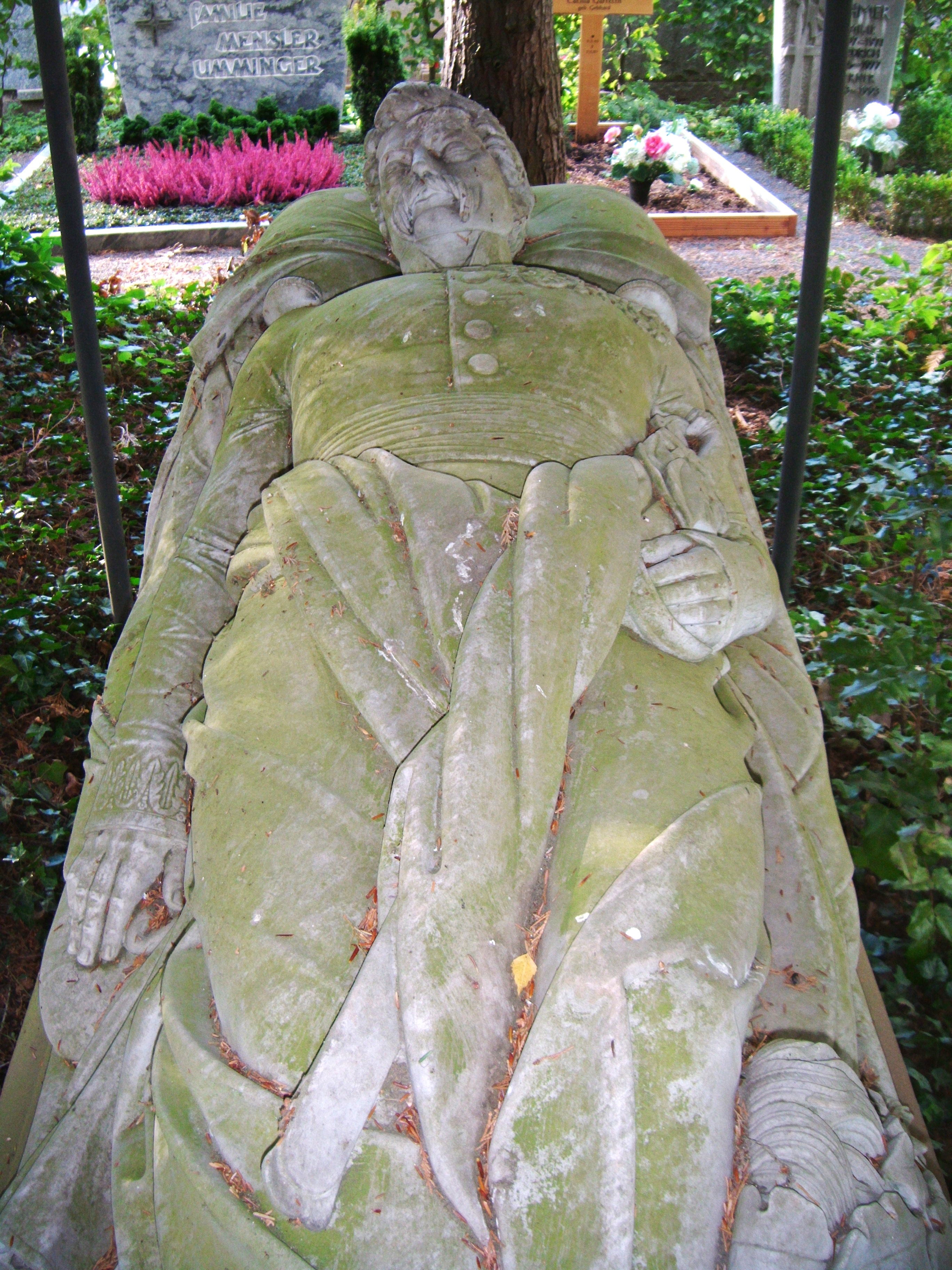
Vollfigur vom Grabmal

Karl Johann Baptist Joseph Theodor Freiherr von Pflummern (* 30. Januar 1787 in Bieringen; † 31. Mai 1850 in Landau) war ein bayerischer General und Festungskommandant.

## Leben
Er war der Sohn von Joseph Ferdinand von Pflummern und dessen Ehefrau Maria Franziska Freiin von Niedermayr zu Singenbach und Altenburg.
Pflummern trat in die Bayerische Armee, machte die Feldzüge an der Seite Frankreichs mit und zeichnete sich als Leutnant des 5. Linieninfanterieregiments „Preysing“ besonders am 12. Mai 1809 im Gefecht beim Pass Ursprung (Kufstein) aus. Im Russlandfeldzug erwarb er für seine Tapferkeit das Kreuz der französischen Ehrenlegion und am 19. Oktober 1812 bei Bononia (nahe Zamość, Woiwodschaft Lublin), das Ritterkreuz des Militär-Max-Joseph-Ordens. Danach kämpfte er in den Befreiungskriegen.
Später avancierte er zum Kommandeur des 1. Chevaulegers-Regiments „Kronprinz“ und 1848 zum Stadtkommandanten von Nürnberg. Im August 1849 übernahm Pflummern als Generalmajor das Amt des Kommandanten der Bundesfestung Landau. Hier war ihm nur eine kurze Wirkungszeit beschieden. Er stürzte am 23. Mai 1850 vom Pferd, brach sich den Oberschenkel und starb am 31. Mai daran. Auf dem Landauer Friedhof wurde der Offizier nach katholischem Ritus beigesetzt und sein kunstvolles Tumba-Grabmal mit Liegefigur ist dort erhalten (2012). Es stammt von dem Mannheimer Bildhauer Wilhelm Hornberger, Absolvent der Akademie der Bildenden Künste München, einem Schüler von Bernhard Würschmitt und Ludwig Schwanthaler. Er fertigte ein ähnliches Grabmal für Pflummerns Vorgänger Georg von Mölter.
Pflummern war seit 1816 mit Helena Jakobina Karoline Friederike Volckamer von Kirchensittenbach (1794–1820) verheiratet. Nach ihrem Tod ehelichte er Karoline Gräfin von Tauffkirchen auf Engelberg (* 1806), Ehrendame des Theresienordens. Deren Schwester Isabella Gräfin von Tauffkirchen-Engelberg (1808–1855) ließ sich König Ludwig I. von Bayern für seine Schönheitengalerie porträtieren. Aus beiden Ehen gab es Kinder, wovon der Sohn Konstantin Friedrich (* 1818) ebenfalls Kavallerieoffizier und ab 1869 Kommandeur des 2. Ulanen-Regiments „König“ wurde.
Pflummern war bayerischer Kammerherr, Inhaber der Herrschaft Katzenberg in Oberösterreich und trug neben dem Militär-Max-Joseph-Orden bzw. dem Kreuz der Ehrenlegion auch den österreichischen Leopold-Orden und den russischen Sankt-Stanislaus-Orden; überdies das bayerische Militärdenkzeichen für 1813/1815. Am 1. Januar 1850, kurz vor seinem Tod, wurde er Ritter des Verdienstordens der Bayerischen Krone.

## Varia
In Pflummerns Amtszeit als Kommandant der Festung Landau wurde am 11. März 1850 dort Graf Theodor Fugger von Glött (1823–1850) hingerichtet. Dieser war der einzige bayerische Offizier, der im Pfälzischen Aufstand 1849 auf die Gegenseite übergelaufen war. Wenngleich Pflummern zur Zeit der Revolution noch nicht in Landau amtierte und an der Verurteilung Fuggers keine Schuld trug, so hatte er als Festungskommandant doch die Hinrichtung durch Erschießen zu leiten. Deshalb sah man seinen tragischen Unfall und Tod, kurz nach der Exekution, im Volksglauben als Zeichen der Strafe an. Pflummern wurde dicht bei Fuggers Grab beigesetzt und noch heute befindet sich dort eine Gedenkplatte für den Hingerichteten, dessen Überreste man 1895 in die Familiengruft nach Kirchheim in Schwaben überführte.